# مديرية توتونغ
مديرية توتونغ (بالملايوية: Daerah Tutong، دايرا توتونج، بالجاوية: دائيره توتوڠ) هي مديرية في سلطنة بروناي، بلغ عدد سكانها 51٫500 نسمة في 2020، عاصمتها توتونغ، تبلغ مساحتها 1٬166 كيلومتر مربع.

## تاريخ المنطقة
كانت منطقة توتونغ تحت حمن عدة دول ضمن بروناي، حيث عدة ممالك بوذيـة في القرن الثالث عشر وكانت توتونغ سابقًا جزءًا من إدارة ميلاناو في القرن الرابع عشر قبل أن تضم إلى سلطنة بروناي (1368 - 1888) والحكم الياباني (1941 - 1945) بعد غزوهم لبروناي في 12 سبتمبر 1945، وبعد هزيمة اليابان أصبحت ضمن بروناي تحت الإدارة العسكرية البريطانية في 12 سبتمبر 1945 حتى الإستقلال في 1 يناير 1984.

## السكان
منطقة توتونغ بلغ عدد سكانها حسب تقدير 2020 نحو 51٫500 نسمة، بينما حسب تعداد سلطنة بروناي لعام 2016 نحو 48٫313، منهم 51.6٪ ذكور و48.4٪ إناث وذكر التعداد 8.578 أسرة تعيش في 8491 مسكناً، وجاءت التركيبة العرقية حيث 65.7٪ من الملايو، و10.3٪ من الصينيون، و24٪ من الأجناس الأخرى غير السالفة الذكر. وكان 87٪ من السكان هم مواطنين و3.9٪ مقيمين دائمين و9.1٪ مقيمين مؤقتين. من حيث الأديان المعلنة، كان 81.9٪ مسلمين، 2.7٪ مسيحيون، و2.9٪ بوذيون، و12.5٪ اعتنقوا غير الديانات المذكورة أعلاه أو غير المتدينين. وكان 22.5٪ من السكان أعمارهم 14 سنة وأقل، و18.6٪ تتراوح أعمارهم بين 15 و24 سنة، و52.8٪ تتراوح أعمارهم بين 25 و64 سنة، و6.1٪ كانت أعمارهم 65 سنة فأكثر. ويعيش 77.9٪ من السڪان في المناطق الريفية بينما يعيش 22.1٪ بالمناطق الحضرية.

## التقسيمات الإدارية

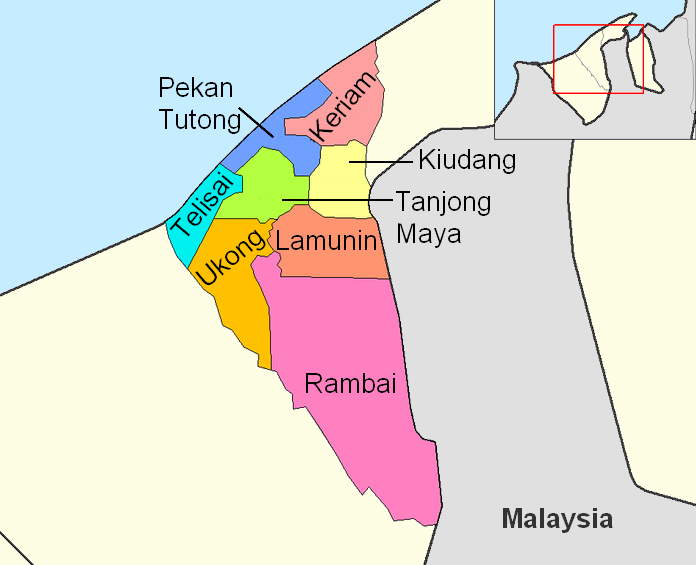
مقيم منطقة توتونغ

حسب التقسيم الإداري البروناوي، تنقسم المنطقة حالياً إلى 8 مناطق فرعية أو (بالملايوية: mukim، موكيم «مقيم») يرأس كل مقيم «رئيس» يسمى (بالملايوية: penghulu، بالجاوية: ڤڠهولو) تضم 82 قرية (بالملايوية: Kampung، كامبونج)، يدير كل قرية «رئيس قرية» أو (بالملايوية: ketua kampung، كيتوا كامبونج).
| المنطقة (مقيم)                                     | المركز الإداري | المساحة   | السكان (تعداد 2016) | القرى (كامبونج) |
| -------------------------------------------------- | -------------- | --------- | ------------------- | --- |
| مقيم كريام (بالملايوية: Mukim Keriam)              |                | 121.9 كم٢ | 9٫707 نسمة          | بوكيت بانجال (801) إيكاس (68) كريام (2,195) كوبانغ (1,795) لواجان دودك (879) مارابورونغ (520) سيناوت (932) سونجاي كيلوجوس (900) منطقة ميدان الرماية بنتوران (1،617)                                               |
| مقيم كيودانغ (بالملايوية: Mukim Kiudang)           |                | 82.17 كم٢ | 5٫924 نسمة          | باكيو (207) باتانج ميتوس (708) بيراو (989) كيبيا (733) كيودانغ (1،258) لواجان تمباران (389) مونجكوم (217) باد نونوك (771) بانجكالان ماو (652)                                                                     |
| مقيم لامونين (بالملايوية: Mukim Lamunin)           |                | 109.9 كم٢ | 4298 نسمة           | بنتودوه (332) بيونج (263) بوكيت بانغ دالام (199) بوكيت بارون (275) بوكيت سولانج (362) كوالا أبانج (379) لامونين (1،596) ليونج (261) مينينجاه (183) بانتشونج (448)                                                 |
| مقيم بيكان توتونج (بالملايوية: Mukim Pekan Tutong) |                | 43.15 كم٢ | 10551 نسمة          | بوكيت بنديرا (1،067) كاندانغ (305) كوالا توتونج (295) بانكور دوليت (541) بانكور بابان (483) بيناباي (888) بينانجونج (2،065) بيتاني (997) سينجكاراي (1989) سيرامبانجون (357) تاناه بوروك (465) معسكر توتونغ (1099) |
| مقيم رامباي (بالملايوية: Mukim Rambai)             |                | 554.1 كم٢ | 1،404 نسمة          | محمية غابة بوكيت لادان «هوتان سيمبان بوكيت لادان» (34) بيدوان (0) بيلاباو (12) بينوتان (293) كوالا أنغار (323) لاليبو (2) ميريمبون (150) رامباي (555) سوبون بيسار (35)                                            |
| مقيم تانغونغ مايا (بالملايوية: Mukim Tanjong Maya) |                | 68.46 كم٢ | 4062 نسمة           | بانغونغوس (401) بوكيت سيبوت (266) بوكيت أودال (1،306) ليولون (99) لوبوك بولاو (496) بيمادانج (38) بينابار (443) سيباكيت (190) تانجونج مايا (488) تانجونج بانجانج (335)                                            |
| مقيم تيليساي (بالملايوية: Mukim Telisai)           |                | 79.55 كم٢ | 10،095 نسمة         | بوكيت بيروانغ (6،157) بوكيت باسير (46) داناو (73) كيراموت (321) بانابار داناو (376) بانجكالان دالاي (28) بينياتانغ (0) سونجاي باكو (243) تيلامبا (256) تيليساي (2،293) تومبوان أوغاس (302)                        |
| مقيم أوكونغ (بالملايوية: Mukim Ukong)              |                | 157.7 كم٢ | 2،272 نسمة          | بوكيت (674) لونج مايان (265) باك بيدانج (289) بينجكالان رعان (116) سونجاي داميت بيمادانج (547) أوكونغ (381) |

## إدارة المنطقة
حسب الحكم الحالي، حالياً يترأس المنطقة (رئيس قسم) أو (ضابط منطقة) أو (بالملايوية: Pegawai Daerah، بيغاواي دايرا) وينوبه «مساعد ضابط المنطقة».
| ضابط المنطقة (بيغاواي دايرا) | فتـرة المنصب |
| --- | ------------ |
| صاحب السمو (Yang Mulia) بنغيران داتو بادوكا الحاج عثمان بن بنغيران صالح                                                                         | 1965 - 1972  |
| صاحب السمو (Yang Mulia) داتو بادوكا أوانج الحاج عبد الله بن حاج محمد جعفر                                                                       | 1972 - 1974  |
| صاحب السمو (Yang Mulia) داتو بادوكا أوانج الحاج يحيى بن حارس                                                                                    | 1974 - 1979  |
| يانغ بيرهورمات داتو بادوكا أوانج حاجي بواسا بن أورانج كايا سيري باهلاوان تودين                                                                  | 1979         |
| يانغ ديمولياكان بيهين أورانج كايا بيكيرما ليلا داتو بادوكا أوانج حاجي شوشو بن بانجلياما أسجار داتو بادوكا حاجي عبد الله.                        | 1979 - 1981  |
| صاحب السمو (Yang Mulia) داتو أوانج حاجي حسن بن يوسف                                                                                             | 1981 - 1983  |
| صاحب السمو (Yang Mulia) داتو بادوكا أوانج حاجي أحمد بن بيهين أورانج كايا ديجادونغ سيري ديراجا داتو لايلا أوتاما حاجي أوانج موحد يوسف            | 1983 - 1984  |
| صاحب السمو (Yang Mulia) داتو بادوكا أوانج حاجي عبد العزيز بن محمد                                                                               | 1984 - 1987  |
| صاحب السمو (Yang Mulia) داتو بادوكا أوانج عثمان بن أوانج داميت                                                                                  | 1987 - 1991  |
| صاحب السمو (Yang Mulia) أوانج حاجي مايدين بن أحمد                                                                                               | 1993 - 1994  |
| صاحب السمو (Yang Mulia) أوانج حاجي عدنان بن حاجي حنفية                                                                                          | 1994 - 1997  |
| يانج ديمولياكان بيهين أورنج كايا بوتيرا ماهاراجا داتو بادوكا أوانج حاجي عبد الغني بن بيهين داتو بيكيرما ديوا داتو بادوكا أوانج حاجي عبد الرحيم. | 1997 - 1999  |
| صاحب السمو (Yang Mulia) داتو بادوكا بينغيران حاجي يوسف بن بينغيران كولا                                                                         | 1999         |
| صاحب السمو (Yang Mulia) داتو بادوكا أوانج حاجي هارون بن حاجي إسماعيل                                                                            | 1999 - 2001  |
| صاحب السمو (Yang Mulia) داتو بادوكا أوانج حاجي عدنان بن حاجي حنفية                                                                              | 2001 - 2002  |
| صاحب السمو (Yang Mulia) هيبنين بن أورانج كايا بادوكا سيري ديراجا أبانج حاجي أبو حنفية                                                           | 2002 - 2004  |
| صاحب السمو (Yang Mulia) أوانج عبد المطلب بن حاجي مد لدريس                                                                                       | 2004 - 2007  |
| صاحب السمو (Yang Mulia) أوانج حاجي جاماين بن مؤمن                                                                                               | 2007 - 2008  |
| صاحب السمو (Yang Mulia) أوانج حاجي لدريس بت حاجي مد علي                                                                                         | 2008 - 2009  |
| صاحب السمو (Yang Mulia) أوانج مرضي بن حاجي محمد علي                                                                                             | 2013 - 2015  |
| صاحب السمو (Yang Mulia) أوانج شمس البحرين بن حاجي موحد. حسن                                                                                     | 2016 - 2020  |

بحسب دستور سلطنة بروناي، يتم تمثيل منطقة توتونغ في المجلس التشريعي «الهيئة التشريعية للمنطقة»، بما يصل إلى 3 أعضاء. اعتبارًا من عام 2017، تم تعيين عضوين لتمثيل المنطقة في الهيئة التشريعية.

### دائرة بلدية توتونغ
تتم إدارة بلدة توتونغ من قبل «إدارة مدينة توتونغ» من خلال مجلس مدينة توتونغ، ويقودها رئيس مجلس مدينة توتونغ ويتكون أعضاؤها من ضباط منطقة توتونغ، ومدينة توتونغ موكيم بنغولو، وبعض المسؤولين الحكوميين أو ممثليهم، والأشخاص المعينين لتمثيل السكان والهيئات المحلية غير الحكومية. وكان مجلس المدينة بالأصل معروفًا بالاسم الإنجليزي «Sanitary Board» قبل أن يتغير إلى اسمه الحالي في عام 1970.